# Кашина Скаравела (Милано)
Кашина Скаравела је насеље у Италији у округу Милано, региону Ломбардија.
Према процени из 2011. у насељу је живело 73 становника. Насеље се налази на надморској висини од 150 м.